# Mimela globosa
Mimela globosa är en skalbaggsart som beskrevs av Ohaus 1905. Mimela globosa ingår i släktet Mimela och familjen Rutelidae. Inga underarter finns listade i Catalogue of Life.